# Скороходов, Александр Касторович
Алекса́ндр Касто́рович Скорохо́дов (1880 или 1882, Костромская губерния — 1919, Харьков) — петроградский рабочий-большевик.

## Биография
Выходец из крестьян, член РСДРП с 1912 года. Партийные клички Кастрыч и товарищ Алексей.
В Петрограде с 1916 года. Работал на заводе «Дюфлон».
В 1917—1918 годах — организатор и председатель районного Совета рабочих депутатов и комитета РСДРП(б) Петроградской стороны. После VI съезда руководил подготовкой рабочих района к вооружённому восстанию.
После революции жил в доме 26-28 по Каменноостровскому проспекту.
Погиб при проведении продразвёрстки на Украине: по одним сведениям, расстрелян петлюровцами в сентябре, по другим — белыми летом 1919 года.
Жена А. К. Скороходова — Вера Николаевна Флёрова (дочь народовольца Флёрова). В 1930-х она переехала с Каменноостровского пр. на Введенскую ул., скончалась во время блокады.

## Память
- Большая Монетная улица в Санкт-Петербурге с 1923 по 1991 год называлась улицей Скороходова.
- Имя Скороходова с 1925 года носил трамвайный парк в Ленинграде. На здании трамвайного парка (Барочная ул., 12) в 1929 году была установлена мраморная мемориальная доска, утраченная в 2004 году после ликвидации парка.
- Имя носил завод «Электрик»[5].
- Именем Скороходова названа одна из улиц Оренбурга, где в 1909—1910 годах он работал слесарем.